# Inkrementacja
Inkrementacja (łac. incrementum, wzrost) i dekrementacja (łac. decrementum, ubywanie, ubytek) – operacje informatyczne powodujące odpowiednio zwiększenie lub zmniejszenie wartości argumentu o jeden. Występują zarówno jako operacje w wielu procesorach (np. PDP-11, x86), jak i w językach programowania wyższych rzędów (np. Turbo Pascal, C). Mogą być realizowane jako instrukcja, operator (C i pochodne) lub procedura standardowa (Turbo Pascal).
Jako operator występują w postaci postinkrementacji, preinkrementacji, postdekrementacji i predekrementacji. Operatory „pre-” wykonują operacje inkrementacji lub dekrementacji przed innymi operacjami w wyrażeniu, natomiast operatory „post-” wykonują je po wyliczeniu wartości wyrażenia.
```
int
 
c
;

c
=
8
;

c
++
;
 
//wyrażenie = 8, c = 9

++
c
;
 
//wyrażenie = 10, c = 10

c
--
;
 
//wyrażenie = 10, c = 9

--
c
;
 
//wyrażenie = 8, c = 8

```

```
# Przykład w Python 3

x
 
=
 
1

x
 
+=
 
1
 
# x = x + 1, x = 2

y
 
=
 
1

y
 
-=
 
1
 
# y = y - 1, y = 0

```